# Okoličná na Ostrove
Okoličná na Ostrove es un municipio del distrito de Komárno en la región de Nitra, Eslovaquia, con una población estimada a final del año 2024 de 1442 habitantes.
Se encuentra ubicado al suroeste de la región, cerca de los ríos Danubio y Váh, y de la frontera con Hungría.

## Demografía
| Año        | 1994 | 2004    | 2014    | 2024    |
| ---------- | ---- | ------- | ------- | ------- |
| Población  | 1461 | 1427    | 1512    | 1442    |
| Diferencia |      | −2,32 % | +5,95 % | −4,62 % |

| Año        | 2023 | 2024    |
| ---------- | ---- | ------- |
| Población  | 1451 | 1442    |
| Diferencia |      | −0,62 % |